# Karo (Farbe)

Ein Karo-König

Karo – französisch: Carreau; englisch: diamonds;  oder  (Vierfarbenblatt) – ist eine der vier Spielfarben im französischen Spielkartenblatt.
Im deutschen Blatt entspricht ihm Schellen .
In älteren Spielbeschreibungen wird Karo auch häufig als „Eckstein“ bezeichnet. In der Schweiz heißt die Farbe noch heute „Egge“ (Ecke). Der Begriff „Karo“ kam im 18. Jahrhundert über das französische carreau in die deutsche Sprache und geht auf lateinisch quadrum „Viereck, Quadrat“ zurück.
Zeichencodierung
Das Zeichen ♦ ist bereits in der CP437 und damit auch in der WGL4 enthalten. In Unicode ist ein schwarzes ♦ und ein weißes ♢ Karo definiert:
| Zeichen | Unicode                   | Entität in HTML      |
| ------- | ------------------------- | -------------------- |
| ♦       | U+2666 BLACK DIAMOND SUIT | &#9830; oder &diams; |
| ♢       | U+2662 WHITE DIAMOND SUIT | &#9826;              |